# Санто-Стефано-Тичино
Санто-Стефано-Тичино (итал. Santo Stefano Ticino) — коммуна в Италии, в провинции Милан области Ломбардия.
Население составляет 3872 человека, плотность населения составляет 774 чел./км². Занимает площадь 5 км². Почтовый индекс — 20010. Телефонный код — 02.
Покровительницей коммуны почитается святая Анна, память 26 декабря и 26 июля.